# Emory Washburn
Emory Washburn, född 14 februari 1800 i Leicester, Massachusetts, död 18 mars 1877 i Cambridge, Massachusetts, var en amerikansk historiker, jurist och politiker (whig). Han var guvernör i delstaten Massachusetts 1854–1855.
Washburn studerade vid Dartmouth College, Williams College och Harvard Law School och var sedan verksam som advokat och historiker. Mellan 1856 och 1876 undervisade han vid Harvard Law School.
Washburn efterträdde 1854 John H. Clifford som guvernör och efterträddes 1855 av Henry Gardner.
Washburn avled 1877 och gravsattes på Mount Auburn Cemetery i Cambridge.